# Bogusław Linette
Bogusław Linette (ur. 19 marca 1926 w Poznaniu) – polski etnomuzykolog.

## Życiorys
W latach 1947–1951 studiował muzykologię u Adolfa Chybińskiego i Mariana Sobieskiego na Uniwersytecie Poznańskim. Od 1948 do 1954 roku kształcił się również w zakresie gry na fortepianie w Państwowym Konserwatorium Muzycznym w Poznaniu u Władysława Kędry. W latach 1954–1955 był asystentem w Państwowym Konserwatorium Muzycznym, a w latach 1972–1974 wykładał tam folklor muzyczny. Od 1955 do 1963 roku był wykładowcą Państwowej Średniej Szkoły Baletowej w Poznaniu. Od 1963 do 1965 roku był asystentem w katedrze muzykologii Uniwersytetu im. Adama Mickiewicza, a od 1974 roku wykładowcą w etnografii muzycznej Polski i Europy. Od 1965 roku pracował w Instytucie Etnologii UAM, gdzie w 1968 roku uzyskał stopień doktora na podstawie napisanej pod kierunkiem Józefa Burszty pracy Współczesny folklor wsi lubuskiej. W 1981 roku uzyskał habilitację, w 1982 roku tytuł docenta, a w 1991 roku profesora nadzwyczajnego.
W swojej pracy naukowej zajmował się badaniami nad polskim folklorem muzycznym, jego zróżnicowaniem regionalnym i roli kulturowej oraz kwestią przemian we współczesnym folklorze. Od 1987 redagował edycję „Dzieła wszystkie Oskara Kolberga”. Współpracował z amatorskim ruchem folklorystycznym, był konsultantem i jurorem konkursów. Uczestniczył w licznych konferencjach krajowych i międzynarodowych. Laureat Nagrody im. Franciszka Kotuli (1993) oraz Nagrody im. Oskara Kolberga (1997).

## Wybrane prace
(na podstawie materiałów źródłowych)
- Folklor muzyczny stosowany (I Forum Folklorystyczne, Płock 1976, Warszawa 1977)
- Folklor muzyczny w procesie integracji społeczno-kulturowej na ziemiach zachodnich i północnych (w: Etnologia i folklorystyka wobec problemu tworzenia się nowego społeczeństwa na ziemiach zachodnich i północnych, red. Dorota Simonides, Opole 1987)
- Tradycje muzyki instrumentalnej na ziemi kościańskiej (w: Folklor muzyczny ziemi kościańskiej, red. Krystyna Winowicz, Kościan 1991)